# Polstjärna
En polstjärna är en stjärna som står rakt eller nästan rakt "över" någon av jordens geografiska poler och därför inte ser ut att röra sig på himlen vilket i sin tur gör den till ett lämpligt hjälpmedel för stjärnnavigering och astrometri. Men även så kallade fixstjärnor rör sig i förhållande till jorden och den nuvarande Polstjärnan kommer därför att vara ersatt av en annan efter ett antal tusen år.

## Norra polstjärnan

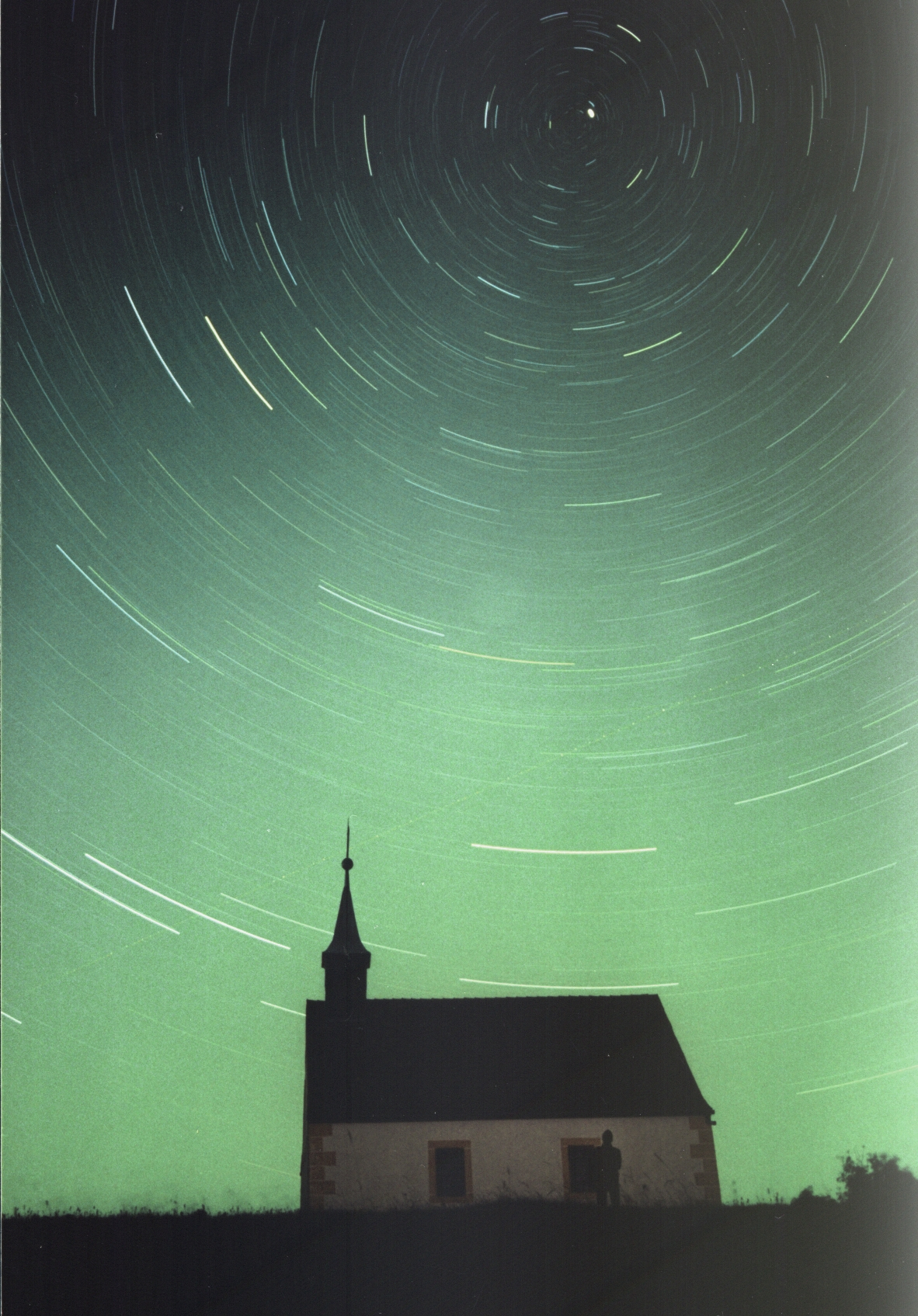
Långtidsexponerat foto (45 min.) av Polstjärnan och circumpolära stjärnor i dess omgivning. Fotot taget vid Ehrenbürg (Franken), 2001.

Sedan några tusen år är Polstjärnan den synliga stjärna som ligger närmast jordens nordpol. I oktober 2012 hade Polstjärnan deklinationen + 89° 19' 8" (vid epok J2000 var den + 89° 15' 51,2"). Därför framträder den alltid som norr på himlen med en precision som är bättre än en grad, och vinkeln som den gör med hänsyn till den sanna horisonten (efter korrigering för brytning och andra faktorer) är lika med observatörens latitud med en avvikelse av mindre än en grad. 
På grund av stjärnornas rörelser genom rymden har rollen som polstjärna passerat och kommer att passera från en stjärna till en annan i fjärran framtid liksom den gjort i förfluten tid. År 3000 f.Kr. var till exempel den svaga stjärnan Thuban i stjärnbilden Draken polstjärna. Norra himmelspolen kommer att vara närmast Polstjärnan den 24 mars 2100 då dess maximala skenbara deklination (med hänsyn till nutation och aberration) blir + 89° 32' 50.62", som är 1 629 bågsekunder eller 0,4526° från den norra himmelspolen varefter den kommer att avlägsna sig allt mera.
Under jordaxelns 26 000-åriga precessionscykel kommer en serie ljusa stjärnor, synliga för blotta ögat på norra halvklotet, att ha den övergående titeln Polstjärnan. Även om andra stjärnor kan komma i linje med den nordliga himmelspolen under 26 000-årscykeln, uppfyller de inte nödvändigtvis den gräns för synlighet som behövs för att fungera som en användbar indikator för norra himmelspolen för en jordbaserad observatör, vilket resulterar i tidsperioder under cykeln när det inte finns någon klart definierad polstjärna. Det kommer också att finnas perioder under cykeln när ljusa stjärnor bara ger en ungefärlig guide till vad som är "norr", eftersom de kan vara mer avlägsna än 5° från riktningen mot den nordliga himmelspolen.

### Polstjärnor i norr
Här är en sammanställning av de stjärnor som under precessionscykeln hamnar i läget att vara den norra polstjärnan.
| Bayer              | Egennamn    | V    | Stjärnbild    | Närmaste avstånd | Kommentarer                                               |
| ------------------ | ----------- | ---- | ------------- | ---------------- | --------------------------------------------------------- |
| Alfa Ursae Minoris | Polstjärnan | 1,98 | Lilla björnen | inom 0,5°        | Nuvarande polstjärna                                      |
| Gamma Cephei       | Alrai       | 3,21 | Cepheus       | inom 3°          | Dubbelstjärna                                             |
| Jota Cephei        |             | 3,51 | Cepheus       | inom 5°          | Delad med Beta Cephei                                     |
| Beta Cephei        | Alfirk      | 3,51 | Cepheus       | inom 5°          | Delad med Jota Cephei                                     |
| Alfa Cephei        | Alderamin   | 2,51 | Cepheus       | inom 3°          |                                                           |
| Alfa Cygni         | Deneb       | 1,25 | Svanen        | inom 7°          | Avlägsnast från himmelspolen av de stjärnor som räknas in |
| Delta Cygni        | Fawaris     | 2,87 | Svanen        | inom 3°          |                                                           |
| Alfa Lyrae         | Vega        | 0,03 | Lyran         | inom 5°          | Ljusstarkast av de norra polstjärnorna                    |
| Jota Herculis      |             | 3,75 | Herkules      | inom 4°          |                                                           |
| Tau Herculis       |             | 3,89 | Herkules      | inom 1°          |                                                           |
| Jota Draconis      | Edasich     | 3,29 | Draken        | inom 5°          |                                                           |
| Alfa Draconis      | Thuban      | 3,65 | Draken        | inom 0,2°        | Närmast himmelspolen av alla de norra polstjärnorna       |
| Kappa Draconis     |             | 3,82 | Draken        | inom 6°          | Delad med Beta Ursae Minoris                              |
| Beta Ursae Minoris | Kochab      | 2,07 | Lilla björnen | inom 7°          | Delad med Kappa Draconis                                  |

## Södra polstjärnan
Jordens sydpol är vänd åt en stjärngles del av himlen. Den närmast sydpolen liggande stjärnan (1,0° avvikelse från geografiska sydpolen) är Sigma Octantis, men den är för ljussvag för att vara praktiskt användbar. Den är nämligen av magnitud 5,47 och därmed 25 gånger svagare än den nuvarande norra polstjärnan. Istället används Södra korset, som pekar mot den punkt på himlen där den södra polstjärnan borde synas.
Under de kommande 7 500 åren kommer den södra himmelspolen att passera nära stjärnorna Gamma Chamaeleontis (år 4200), Omega Carinae (år 5800), Ypsilon Carinae, Jota Carinae (Aspidiske, år 8100) och Delta Velorum (Alsephina, år 9200) Från det åttionde till nittionde århundradet kommer den södra himmelspolen att förflytta sig genom asterismen ”Falska korset”. Omkring 14000 e.Kr., när Vega bara är 4° från norra polen, kommer Canopus att vara bara 8° från södra himmelspolen och därmed cirkumpolär på latitud Bali (8° S).
Sirius tar sin tur i rollen som södra polstjärnan år 66270 e.Kr. då den kommer att vara 1,6° från den sydliga himmelspolen. Senare, under år 93830 e.Kr., kommer Sirius avvika från den sydliga himmelspolen med endast 2,3 grader.